# Jenny McCarthy
Jennifer McCarthy Wahlberg (de soltera Jennifer Ann McCarthy; Chicago, 1 de noviembre de 1972) es una modelo, comediante, actriz y escritora estadounidense. Apareció por primera vez en la revista Playboy en octubre de 1993 y fue nombrada Playmate del Año en la edición de junio de 1994. Posteriormente, inició su carrera en la televisión y en el cine.
McCarthy es una de las celebridades estadounidenses con mayor responsabilidad en la difusión de la oposición a la vacunación infantil en su país. Acusó a las vacunas de haber causado autismo a su hijo, y aseguró que había logrado curarlo mediante la terapia de quelación.

## Biografía
McCarthy nació el 1 de noviembre de 1972 en el hospital Little Company of Mary, situado en Evergreen Park, un suburbio del suroeste de Chicago, Illinois. Nació en el seno de una familia católica de clase trabajadora y tiene ascendencia alemana, irlandesa y polaca. Es la segunda de cuatro hijas: sus hermanas se llaman Lynette, Joanne y Amy. Su prima es Melissa McCarthy, actriz de la serie de televisión Gilmore Girls. La madre de McCarthy, Linda, era ama de casa y guardiana de un juzgado, y su padre, Dan McCarthy, era capataz de una acería. En su adolescencia, McCarthy asistió a la Escuela Secundaria de Artes Liberales Madre McAuley, cuyo jersey escolar lució en las páginas de Playboy, y fue animadora tanto en la Escuela Secundaria Brother Rice como en la Escuela Secundaria St. Laurence, aunque se ha referido a sí misma como una "marginada" en su escuela y ha declarado que fue acosada repetidamente por sus compañeros de clase. Pasó dos años en la  Universidad del Sur de Illinois Carbondale para estudiar Enfermería. Las necesidades económicas la motivaron a enviar su fotografía a la revista Playboy para ganar dinero. Fue aceptada y se convirtió en modelo.

## Trayectoria

### Modelaje y actuación
Tras ser admitida en Playboy, la revista quería que posara para la edición de octubre de 1993 y se le pagó la suma de $30.000 por la sesión fotográfica. McCarthy se convirtió en la Playmate del Mes y luego en la Playmate del Año. El editor de Playboy, Hugh Hefner, cita la personalidad de McCarthy como "chica católica sana" como la cualidad única por la que fue seleccionada entre 10.000 solicitantes. En 1994 y debido a su popularidad, Jenny se mudó a Los Ángeles. Allí condujo, durante un tiempo, el programa Hot rocks del canal Playboy TV.
En 1995, MTV eligió a McCarthy para que fuera la copresentadora del programa de citas Singled out, por el que abandonó Hot rocks. Su labor como presentadora fue un éxito y Playboy deseaba que Jenny hiciera más modelaje. Ese mismo año, apareció en WrestleMania XI como ayudante invitada del luchador Shawn Michaels. Esa noche, Jenny se marchó del espectáculo junto al vencedor Kevin Nash, alias Diesel. En 1996, McCarthy tuvo una breve participación en la película cómica The stupids. Al año siguiente, Jenny condujo dos programas. El primero fue un show de sketches en MTV, llamado The Jenny McCarthy show. La popularidad de éste hizo que la NBC la contratara para protagonizar su propia serie, Jenny, pero no gustó y fue rápidamente cancelado. También en 1997, Jenny apareció en una de las dos portadas que Playboy publicó en septiembre. Además lanzó su autobiografía: Jen-X: Jenny McCarthy's open book.
En 1998, Jenny protagonizó BASEketball. Al año siguiente estelarizó Diamons, una película dirigida por su entonces marido John Mallory Asher. En 2000 apareció en el filme de terror Scream 3. Desde 2001, McCarthy ha participado como estrella invitada de diversos shows, como Stacked, Charmed, The Drew Carey show, Wings, Fastlane y Dame un respiro.
En 2003, McCarthy apareció en Scary movie 3 en una escena junto a Pamela Anderson. Dos años más tarde, Jenny produjo, escribió y protagonizó Dirty love con Carmen Electra. También condujo el reality show Party @ the Palms, de E!, el cual era grabado en el hotel Palms Casino Resort de Las Vegas. En marzo de 2006, ganó los premios Razzie en las categorías "Peor actriz", "Peor guion" y "Peor película", por su cinta Dirty love. En esa ocasión, su marido también ganó el premio a "Peor director".
McCarthy ha seguido trabajando con Playboy a través de los años, como modelo y en otros roles. Ella adornó la portada de la revista en enero de 2005 vistiendo un traje de "conejita" con motivos de leopardo. En la misma edición se incluyó un reportaje fotográfico realizado en la mansión Graceland de Elvis Presley. Jenny fue la segunda mujer, y la primera Playmate, en convertirse en fotógrafa de celebridades para el Playboy Cyber Club. La hermana menor de McCarthy, Amy, también ha posado para Playboy. En enero de 2005 fue la Ciber Chica de la Semana y la Ciber Chica del Mes.
Jenny ha prestado su voz a la caricatura de ciencia ficción canadiense Tripping the rift. También participa en una serie de cinco episodios transmitida por Internet, llamada The motherhood, junto a Chelsea Handler y Leah Remini. El guion del programa está basado en las historias que los propios espectadores envían.
El 31 de diciembre de 2010, McCarthy comenzó su mandato de una década como corresponsal en Times Square para el programa de la ABC Dick Clark's Rockin' Eve with Ryan Seacrest. Fue la presentadora de la segunda temporada de Love in the Wild, que se emitió en el verano de 2012 en la NBC.
Apareció en la portada de Playboy en el número de julio/agosto de 2012 después de decir que quería posar para ella de nuevo antes de cumplir 40 años. En 2013, McCarthy apareció en una serie de anuncios para los cigarrillos electrónicos Blu.
Después de 17 apariciones como invitada, en julio de 2013, McCarthy fue anunciada como nueva copresentadora del programa The View de la cadena ABC, en sustitución de la antigua copresentadora Elisabeth Hasselbeck. Para atenuar su aspecto, McCarthy siempre llevaba gafas en el programa. Barbara Walters elogió la inteligencia, la calidez, el humor y el punto de vista fresco de McCarthy, y la calificó como una gran adición al programa. Debutó como copresentadora el 9 de septiembre de 2013. La salida de McCarthy y de la copresentadora Sherri Shepherd de The View se anunció en junio de 2014. The Wrap informó de que la ABC había decidido no renovar el contrato de McCarthy. En una entrevista con Access Hollywood, McCarthy negó haber sido despedida del programa.
McCarthy se convirtió en presentadora de una serie de SiriusXM llamada Dirty, Sexy, Funny with Jenny McCarthy el 27 de octubre de 2014. El título del programa se cambió a The Jenny McCarthy Show el 12 de julio de 2016.
Es una de las panelistas de The Masked Singer. El programa se estrenó el 2 de enero de 2019.

### Personaje público
En junio de 2007, la organización Talk About Curing Autism nombró a McCarthy como portavoz. Su objetivo es educar al público sobre los tratamientos del autismo. Ha participado en recaudaciones de fondos, chats en Internet y otras actividades para que la organización sin fines de lucro ayude a las familias afectadas por esa enfermedad. Su primera recaudación de fondos, Ante Up for Autism, se llevó a cabo el 20 de octubre de 2007 en Irvine, California.
Aunque Jenny se hizo popular inicialmente por su imagen sexual, uno de sus recursos frecuentes es el humor relacionado con el excusado. McCarthy posó una vez para la marca de zapatos Candy's. En uno de los anuncios —publicado en una revista— Jenny aparece sentada en un retrete con la ropa interior a la altura de sus tobillos. En otro de los avisos se ve a Jenny expulsando gases en un ascensor lleno de gente.
Un sketch de su programa en MTV se centró en su personaje, una mujer de negocios, respondiendo la pregunta "¿Qué almorzaste?" al tiempo que vomitaba sobre una mesa. El humor grotesco de McCarthy fue llevado a un nuevo nivel en su película Dirty love. En una de las escenas del filme se ve al personaje de Jenny derramando su propio fluido menstrual en una piscina.

## Vida personal
En 1993, McCarthy aumentó el tamaño de sus mamas con implantes, para mejorar su apariencia como modelo de Playboy. Cinco años después redujo el tamaño de los mismos.
Jenny estuvo comprometida con su mánager Ray Manzella durante un breve período en 1998. Luego de la ruptura con Manzella, McCarthy comenzó a salir con el actor y director John Asher. La pareja se comprometió en enero de 1999 y se casó el 11 de septiembre de ese año. Tuvieron un hijo, Evan, el 18 de mayo de 2002. En agosto de 2005, McCarthy y Asher se divorciaron.
En una entrevista con Howard Stern en febrero de 2006, la actriz erótica Jenna Jameson dijo que tuvo dos encuentros sexuales con McCarthy. Cuando Jenny visitó a Stern dos meses después, negó haber tenido sexo con Jameson, pero declaró que se habían besado en aquellos encuentros. McCarthy se sometió a un detector de mentiras —polígrafo— y pasó con éxito las preguntas sobre Jameson. Durante su participación en el programa, admitió haber practicado cunnilingus a mujeres y agregó que había engañado a su marido con hombres y mujeres. Tiempo después, Jenny declaró en el show Jimmy Kimmel Live que sus relaciones extramaritales habían sido de mutuo acuerdo con su esposo.
En diciembre de 2005 comenzó una relación con el actor Jim Carrey. Su noviazgo se hizo público en junio de 2006. El 12 de abril de 2008, Jenny anunció en The Ellen DeGeneres Show que ella y Carrey vivían juntos. En abril de 2010, tanto McCarthy como Carrey anunciaron en la red social Twitter que su relación había finalizado.
El 31 de agosto de 2014, contrajo matrimonio con el integrante del grupo New Kids On The Block y también actor, Donnie Wahlberg. La boda se celebró en el Hotel Baker en St. Charles, cerca de Chicago.

## Apoyo al movimiento contra la vacunación infantil
En mayo de 2007 McCarthy anunció que a su hijo se le había diagnosticado autismo dos años atrás. El libro Louder than words: A mother's journey in healing autism (en idioma inglés, "Más fuerte que las palabras: El diario de una madre en la cura del autismo") fue publicado el 17 de septiembre de 2007. Jenny le dijo a Oprah Winfrey que su hijo se estaba desarrollando normalmente hasta que recibió la vacuna triple vírica a los 15 meses de vida.
El 2 de abril de 2008, Jenny participó en un programa especial de Larry King Live dedicado al autismo. Allí debatió sobre cómo las vacunas prematuras han contribuido a la incidencia de la enfermedad en bebés sanos. No obstante, su opinión contrasta con la de los científicos, quienes plantean que no hay asociación entre el autismo y las vacunas infantiles. De hecho, Derek Bartholomaus, un productor de televisión y miembro del Independent Investigations Group, creó un sitio web para mostrar la cantidad de personas que han fallecido, según sus investigaciones, por seguir las recomendaciones de McCarthy de no vacunarse.

## Otros intereses
McCarthy comenzó su carrera como escritora en 1997 con su autobiografía Jen-X: Jenny McCarthy's open book (en inglés, "Jen-X: El libro abierto de Jenny McCarthy").
Desde 2004, Jenny ha escrito una exitosa serie de cuatro libros acerca de sus experiencias con el embarazo y la crianza de su hijo Evan:
- Las risas del vientre: La verdad desnuda sobre el embarazo y el parto (ISBN 978-0-7382-0949-4)
- Las risas del bebé: La verdad desnuda sobre el primer año de maternidad (ISBN 978-0-525-94883-4)
- Las risas de la vida: La verdad desnuda sobre la maternidad, el matrimonio y el progreso (ISBN 978-0-525-94947-3)
- Más fuerte que las palabras: El diario de una madre en la cura del autismo (ISBN 978-0-525-95011-0)

McCarthy es además una columnista ocasional de la revista FHM. También participó en un anuncio para Weight Watchers luego de bajar y mantener su peso post-embarazo siguiendo este programa.

## Filmografía
| Año  | Título                                  | Papel                    | Notas               |
| ---- | --------------------------------------- | ------------------------ | ------------------- |
| 1995 | Things to Do in Denver When You're Dead | Enfermera rubia          |                     |
| 1996 | The Stupids                             | Actriz glamorosa         |                     |
| 1998 | BASEketball                             | Yvette Denslow           |                     |
| 1999 | Diamonds                                | Sugar                    |                     |
| 2000 | Scream 3                                | Sarah Darling            |                     |
| 2000 | Python                                  | Francesca Garibaldi      | Telefilm            |
| 2001 | Thank Heaven                            | Julia                    |                     |
| 2002 | Crazy Little Thing / The Perfect You    | Whitney Ann Barnsley     |                     |
| 2003 | Scary Movie 3                           | Kate                     |                     |
| 2005 | Dirty Love                              | Rebecca Sommers          |                     |
| 2006 | Lingerie Bowl                           |                          | Especial televisivo |
| 2006 | John Tucker Must Die                    | Lori                     |                     |
| 2006 | Santa Baby                              | Mary Class               | Telefilm            |
| 2007 | Wieners                                 | Sra. Isaac               |                     |
| 2007 | Two and a Half Men                      | Courtney/Sylvia Frishman | Serie de televisión |
| 2008 | Witless Protection                      | Connie                   |                     |
| 2008 | Command & Conquer: Red Alert 3          | Agente Tanya             |                     |
| 2009 | Santa Baby 2: Cristmas Maybe            | Mary Class               |                     |

## Trabajo en televisión
- Mr. show (1995)
- Singled Out (presentadora entre 1995 y 1997)
- Wings (1996)
- The Jenny McCarthy show (1997-1998)
- Jenny (1997-1998)
- Home Improvement (actriz invitada) (1998)
- The big breakfast  (1998)
- Honey Vicarro (2001) (piloto no vendido)
- Untitled Jenny McCarthy project (2003) (piloto no vendido)
- Charmed (2003)
- Hope & Faith (2004)
- The bad girl's guide (2005) (cancelado luego de 6 episodios)
- Party @ the Palms (2005-2006)
- One on one (2003-2004)
- My name is Earl (2006)
- Tripping the Rift (voz de Six) (2007-)
- Two and a Half Men (2007)
- Just Shoot Me! (temporada 5, episodio 6)
- Saturday Night Live (edición del 2 de agosto de 2008)
- Chuck (episodio «Chuck versus the suburbs») (2009)